# Une sacrée mamie
Une sacrée mamie (がばい-佐賀のがばいばあちゃん, Gabai - Saga no Gabai Baachan) est un seinen manga scénarisé par Yoshichi Shimada et dessiné par Saburō Ishikawa, prépublié dans le magazine Business Jump de l'éditeur Shūeisha entre 2005 et janvier 2010 puis publié en onze volumes reliés entre avril 2006 et mars 2010. La version française a été éditée en intégralité par Akata dans la collection « Ginkgo » entre juin 2009 et août 2011. Une réédition en version double est en cours de parution. Elle est éditée par Delcourt sous la collection Delcourt/Tonkam. Le premier tome est paru le 16 mars 2022.
Le manga est une adaptation romancée de l'autobiographie Gabai - Saga no Gabai Baachan (がばい-佐賀のがばいばあちゃん, littéralement « Gabaï, ma sacrée mamie de Saga ») de Yoshichi Shimada écrit sur les recommandations de Takeshi Kitano à la suite d'entretiens entre les deux artistes et publié aux Éditions Tokunaga avec l'aide de Yoshimoto Kogyo. L'œuvre a par la suite été également adaptée en drama, film, pièces de théâtre et jeu vidéo sur Nintendo DS.

## Synopsis
L'histoire commence à Hiroshima, en 1957, où vit Akihiro, un jeune garçon turbulent, avec sa mère et son frère. A trois, ils forment une famille modeste, le père étant mort avant même le début du manga. Sa mère travaille dans un restaurant, ce qui lui occupe la plus grande partie de son temps. Elle demande alors à sa sœur de venir s'occuper de ses enfants assez régulièrement.
Malgré son occupation professionnelle conséquente, la mère se retrouve dans l'impossibilité d'élever ses deux enfants elle-même. Elle décide de confier Akihiro du jour au lendemain à sa grand-mère, vivant dans la petite ville de Saga. La vie de l'enfant bascule soudainement dans la grande pauvreté.
L'histoire nous invite donc à le suivre dans ses aventures avec sa grand-mère à travers une multitude d'anecdotes réalistes.

## Personnages
- Akihiro Tokunaga
- Osano Tokunaga
- Yoshiharu Nanri
- Kisako Tokunaga
- Yoshinori Tokunaga
- Tanuma

## Liste des volumes
| no | Japonais          | Japonais          | Français         | Français          |
| no | Date de sortie    | ISBN              | Date de sortie   | ISBN              |
| --- | ----------------- | ----------------- | ---------------- | ----------------- |
| 1 | 19 avril 2006     | 978-4-08-877058-1 | 10 juin 2009     | 978-2-7560-1516-3 |
| Liste des chapitres : - Premier épisode : Adieu Hiroshima, bonjour Saga ! - Épisode 2 : Pauvre, par hasard ? - Épisode 3 : Vo… Voleur ? - Épisode 4 : Une Bouillotte en balade ? - Épisode 5 : Maman est venue ! - Épisode 6 : C'est noël ! - Épisode 7 : De l'argent qui n'est à personne - Épisode 8 : Au boulot, Akihiro ! |                   |                   |                  |                   |
| 2 | 19 décembre 2006  | 978-4-08-877194-6 | 19 août 2009     | 978-2-7560-1673-3 |
| Liste des chapitres : - Épisode 9 : Pauvres et fiers de l'être - Épisode 10 : Une histoire de machine à laver - Épisode 11 : De quel couleur est le premier amour ? - Épisode 12 : Hiroshima, longtemps après - Épisode 13 : À sacrée, sacrée et demie ! - Épisode 14 : Vacances d'été avec Taku - Épisode 15 : Au camping avec mamie ! - Épisode 16 : Mamie tombe malade ! - Épisode 17 : C'est qui, mon grand homme à moi ?          |                   |                   |                  |                   |
| 3 | 19 avril 2007     | 978-4-08-877238-7 | 12 novembre 2009 | 978-2-7560-1704-4 |
| Liste des chapitres : - Épisode 18 : Mon rival - Épisode 19 : Ami ou ennemi ? - Épisode 20 : Histoire d'un père - Épisode 21 : Un appel de Hiroshima - Épisode 22 : Le grand jour - Épisode 23 : C'est mon anniversaire ! - Épisode 24 : Une histoire de toutou - Épisode 25 : Une sacrée maman - Épisode 26 : Ce n'est qu'un au revoir ! - Bonus : Une recette secrète de ma sacrée mamie                                             |                   |                   |                  |                   |
| 4 | 19 septembre 2007 | 978-4-08-877332-2 | 10 février 2010  | 978-2-7560-1705-1 |
| Liste des chapitres : - Épisode 27 : Une bonne cachette - Épisode 28 : C'est quoi, l'amitié ? - Épisode 29 : Du neuf ou de l'ancien ? - Épisode 30 : L'école, c'est le paradis ! - Épisode 31 : Un théâtre ambulant chez nous ! - Épisode 32 : Sous le grand Camphrier - Épisode 33 : La dernière représentation - Épisode 34 : Un papy nanti ? - Épisode 35 : En vacances avec papy - Bonus : Visite dans le décor d'une sacrée mamie |                   |                   |                  |                   |
| 5 | 18 janvier 2008   | 978-4-08-877386-5 | 10 mars 2010     | 978-2-7560-1706-8 |
| Liste des chapitres : - Épisode 36 : Un camp pour devoir de vacances - Épisode 37 : Ma première course comme un grand - Épisode 38 : Le secret du loup solitaire - Épisode 39 : La souffrance du loup solitaire - Épisode 40 : Soyons ganjin ! - Épisode 41 : Une nuit chez l'instituteur - Épisode 42 : Maman est là ? - Épisode 43 : Au revoir, mon frère !                                                                          |                   |                   |                  |                   |
| 6 | 19 mai 2008       | 978-4-08-877448-0 | 12 mai 2010      | 978-2-7560-2039-6 |
| Liste des chapitres : - Épisode 44 : Des étrennes utiles - Épisode 45 : L'oreille musicale - Épisode 46 : Un voyage organisé - Épisode 47 : Dans la machine à remonter le temps - Épisode 48 : Dans la machine à remonter le temps (suite) - Épisode 49 : Un vrai festin ! - Épisode 50 : Le retour de M. le voleur ? - Épisode 51 : Le parfum de maman                                                                                |                   |                   |                  |                   |
| 7 | 17 octobre 2008   | 978-4-08-877534-0 | 30 juin 2010     | 978-2-7560-2040-2 |
| Liste des chapitres : - Épisode 52 : Un étranger à la maison ! - Épisode 53 : C'est quoi, un arbre divin ? - Épisode 54 : Les arbres divins dans le pétrin ! - Épisode 55 : L'imitateur de Yûjirô - Épisode 56 : Mon cher Carp - Épisode 57 : Un brillant élève de Tokyo - Épisode 58 : Le père du brillant élève - Épisode 59 : Au revoir, brillant élève !                                                                           |                   |                   |                  |                   |
| 8 | 17 avril 2009     | 978-4-08-877635-4 | 13 octobre 2010  | 978-2-7560-2041-9 |
| Liste des chapitres : - Épisode 60 : Douze minutes de maman - Épisode 61 : Un super blouson décoré - Épisode 62 : Le roi de l'école - Épisode 63 : Typhon en vue ! - Épisode 64 : La décision de Nanri - Épisode 65 : Travaillons les maths ! - Épisode 66 : La différence entre économie et radinerie - Épisode 67 : Le saumon de la tentation                                                                                        |                   |                   |                  |                   |
| 9 | 17 juillet 2009   | 978-4-08-877686-6 | 13 janvier 2011  | 978-2-7560-2304-5 |
| Liste des chapitres : - Épisode 68 : Tout le monde change de place ! - Épisode 69 : Le secret de Kômoto - Épisode 70 : Un disciple pour Akihiro - Épisode 71 : Au bonheur des bonimenteurs ! - Épisode 72 : Viendra, viendra pas ? - Épisode 73 : Serment avec ma maman - Épisode 74 : La modération, toujours la modération ! - Épisode 75 : Perdus dans la montagne !                                                                |                   |                   |                  |                   |
| 10 | 18 décembre 2009  | 978-4-08-877779-5 | 13 avril 2011    | 978-2-7560-2374-8 |
| Liste des chapitres : - Épisode 76 : Enquête sur la vie de tous les jours - Épisode 77 : Difficile de bien dessiner… - Épisode 78 : Une bonne action par jour - Épisode 79 : Rencontre avec un kappa - Épisode 80 : Lapins, nos chers copains - Épisode 81 : Résidence secondaire en bord de mer - Épisode 82 : Je veux devenir un homme, un vrai ! - Épisode 83 : Vague de divination                                                 |                   |                   |                  |                   |
| 11 | 19 mars 2010      | 978-4-08-877829-7 | 17 août 2011     | 978-2-7560-2484-4 |
| Liste des chapitres : - Épisode 84 : La mamie des cent prières - Épisode 85 : Bataille garçons contre filles ! - Épisode 86 : les vrais sentiments de Jun - Épisode 87 : Opération « Tous amis » - Épisode 88 : Soupirs de Nanri - Épisode 89 : Marche nuptiale - Épisode 90 : Moi dans dix ans ? - Dernier épisode : Mamie et moi |                   |                   |                  |                   |

## Distinctions

### Récompense
- 2011 : Prix Tam-Tam, catégorie « Dlire Manga »[8]

### Nomination
- 2010 : 37e festival international de la bande dessinée d'Angoulême, Sélection jeunesse[9]

### Édition japonaise
Shūeisha
1. 1 2  (ja) « Tome 1 », sur books.rakuten.co.jp.
2. 1 2  (ja) « Tome 2 », sur books.rakuten.co.jp.
3. 1 2  (ja) « Tome 3 », sur books.rakuten.co.jp.
4. 1 2  (ja) « Tome 4 », sur books.rakuten.co.jp.
5. 1 2  (ja) « Tome 5 », sur books.rakuten.co.jp.
6. 1 2  (ja) « Tome 6 », sur books.rakuten.co.jp.
7. 1 2  (ja) « Tome 7 », sur books.rakuten.co.jp.
8. 1 2  (ja) « Tome 8 », sur books.rakuten.co.jp.
9. 1 2  (ja) « Tome 9 », sur books.rakuten.co.jp.
10. 1 2  (ja) « Tome 10 », sur books.rakuten.co.jp.
11. 1 2  (ja) « Tome 11 », sur books.rakuten.co.jp.

### Édition française
Akata
1. 1 2  (fr) « Tome 1 ».
2. 1 2  (fr) « Tome 2 ».
3. 1 2  (fr) « Tome 3 »(Archive.org • Wikiwix • Archive.is • Google • Que faire ?).
4. 1 2  (fr) « Tome 4 »(Archive.org • Wikiwix • Archive.is • Google • Que faire ?).
5. 1 2  (fr) « Tome 5 »(Archive.org • Wikiwix • Archive.is • Google • Que faire ?).
6. 1 2  (fr) « Tome 6 »(Archive.org • Wikiwix • Archive.is • Google • Que faire ?).
7. 1 2  (fr) « Tome 7 »(Archive.org • Wikiwix • Archive.is • Google • Que faire ?).
8. 1 2  (fr) « Tome 8 »(Archive.org • Wikiwix • Archive.is • Google • Que faire ?).
9. 1 2  (fr) « Tome 9 »(Archive.org • Wikiwix • Archive.is • Google • Que faire ?).
10. 1 2  (fr) « Tome 10 »(Archive.org • Wikiwix • Archive.is • Google • Que faire ?).
11. 1 2  (fr) « Tome 11 »(Archive.org • Wikiwix • Archive.is • Google • Que faire ?).